# Open de Lisbonne de snooker 2014
L'Open de Lisbonne 2014 est un tournoi de snooker classé mineur, qui s'est déroulé du 11 au 14 décembre 2014 à Lisbonne. C'est la première fois qu'un tournoi de snooker professionnel se tient au Portugal. Il est sponsorisé par la Kreativ Dental Clinic. 

## Déroulement
Il s'agit de la septième épreuve du championnat européen des joueurs, une série de tournois disputés en Europe (6 épreuves) et en Asie (3 épreuves), lors desquels les joueurs doivent accumuler des points afin de se qualifier pour la grande finale à Bangkok.
L'événement compte un total de 180 participants, dont 128 ont atteint le tableau final. Le vainqueur remporte une prime de 25 000 €.
Le tournoi est remporté par l'Écossais Stephen Maguire qui devance le jeune Matthew Selt 4 manches à 2 en finale. Selt disputait sa toute première finale professionnelle et avait notamment attiré l'attention en éliminant Judd Trump 4 à 1 en quarts de finale. Ben Woollaston a réalisé son premier break maximum en carrière, le quatrième cette saison sur le circuit européen.

## Dotation
La répartition des prix est la suivante :
- Vainqueur : 25 000 €
- Finaliste : 12 000 €
- Demi-finaliste : 6 000 €
- Quart de finaliste : 4 000 €
- 8èmes de finale : 2 300 €
- 16èmes de finale : 1 200 €
- Deuxième tour : 700 €
- Dotation totale : 125 000 €

## Phases finales
|  | Quarts de finale au meilleur des 7 manches | Quarts de finale au meilleur des 7 manches | Quarts de finale au meilleur des 7 manches |              |               | Demi-finales au meilleur des 7 manches | Demi-finales au meilleur des 7 manches | Demi-finales au meilleur des 7 manches |  |  | Finale au meilleur des 7 manches | Finale au meilleur des 7 manches | Finale au meilleur des 7 manches |
|  |                                            |                                            |                                            |              |               |                                        |                                        |                                        |  |  |                                  |                                  |                                  |
|  |                                            | Craig Steadman                             | 3                                          |              |               |                                        |                                        |                                        |  |  |                                  |                                  |                                  |
|  |                                            | Mark Davis                                 | 4                                          |              |               |                                        |                                        |                                        |  |  |                                  |                                  |                                  |
|  |                                            | Mark Davis                                 | 4                                          |              | Mark Davis    | 0                                      |                                        |                                        |  |  |                                  |                                  |                                  |
|  |                                            |                                            |                                            |              | Mark Davis    | 0                                      |                                        |                                        |  |  |                                  |                                  |                                  |
|  |                                            |                                            | Stephen Maguire                            | 4            |               |                                        |                                        |                                        |  |  |                                  |                                  |                                  |
|  |                                            | Stephen Maguire                            | Stephen Maguire                            | 4            | 4             |                                        |                                        |                                        |  |  |                                  |                                  |                                  |
|  |                                            | Stephen Maguire                            |                                            |              | 4             |                                        |                                        |                                        |  |  |                                  |                                  |                                  |
|  |                                            | Noppon Saengkham                           | 2                                          |              |               |                                        |                                        |                                        |  |  |                                  |                                  |                                  |
|  |                                            |                                            |                                            |              |               |                                        |                                        |                                        |  |  |                                  | Stephen Maguire                  | 4                                |
|  |                                            |                                            |                                            | Matthew Selt | 2             |                                        |                                        |                                        |  |  |                                  |                                  |                                  |
|  |                                            | Joe Perry                                  | 2                                          |              |               |                                        |                                        |                                        |  |  |                                  |                                  |                                  |
|  |                                            | Barry Hawkins                              | 4                                          |              |               |                                        |                                        |                                        |  |  |                                  |                                  |                                  |
|  |                                            | Barry Hawkins                              | 4                                          |              | Barry Hawkins | 2                                      |                                        |                                        |  |  |                                  |                                  |                                  |
|  |                                            |                                            |                                            |              | Barry Hawkins | 2                                      |                                        |                                        |  |  |                                  |                                  |                                  |
|  |                                            |                                            | Matthew Selt                               | 4            |               |                                        |                                        |                                        |  |  |                                  |                                  |                                  |
|  |                                            | Matthew Selt                               | Matthew Selt                               | 4            | 4             |                                        |                                        |                                        |  |  |                                  |                                  |                                  |
|  |                                            | Matthew Selt                               |                                            |              | 4             |                                        |                                        |                                        |  |  |                                  |                                  |                                  |
|  |                                            | Judd Trump                                 | 1                                          |              |               |                                        |                                        |                                        |  |  |                                  |                                  |                                  |

## Finale
| Finale au meilleur des 7 manches Arbitre : Milosz Olborski |                          |                         |
| Stephen Maguire Écosse                                     | 4 - 2 ( - )              | Matthew Selt Angleterre |
| 1 100                                                      | Centuries Meilleur break | 0 78                    |
| Stephen Maguire remporte l'Open de Lisbonne 2014           |                          |                         |